# Harry Potter és a Főnix Rendje (videójáték)
A Harry Potter és a Főnix Rendje (Harry Potter and the Order of the Phoenix) J. K. Rowling Harry Potter című regénysorozatának ötödik kötete, melyből 2007 nyarán filmfeldolgozás készült, a játék pedig a főként a filmet veszi alapul.

## Történet
A játék elején a Privet Drive-on kell a főhősnek meg kell küzdeni két dementorral. Egy patrónusbűbájjal (Expecto patronum) elkergeti a dementorokat, ezt követően pedig a játék a Főnix rendjének főhadiszállásán folytatódik, ahol Harry segít a tárgyak pakolásában és javításában különböző varázslatok segítségével. (Vingardium leviosa, Invito, Depulso, Reparo). Ezen feladatok megoldása után a játékos elindulhat a Roxfortba.
A varázslóiskolában Ronnak és Harrynek fel kell menniük a klubhelyiségükbe, ahol Hermione türelmetlenül várja őket. Itt azt feladatot kapják, hogy találják meg a Sötét Varázslatok Kivédése tantermet, ahol órájuk lesz. Az órán szembesülniük kell azzal, hogy ebben az évben a minisztérium által megbízott tanár, Umbridge miatt nem tanulhatnak gyakorlati defenzív mágiát. Ezért a három jó barát Fred és George Weasleyhez, Ron bátyjaihoz megy, ahol a két felsőéves megtanít nekik néhány hasznos bűbájt (Capitulatus, Stupor). Ezután hirtelen néhány mardekáros tanuló támadja meg Harryt és barátait, így rögtön képesek éles helyzetben is alkalmazni a tanultakat.
Harryt a mardekárosok legyőzése miatt büntetőmunkára küldik, innen pedig a könyvtárba megy barátaihoz. Ezután Neville Longbottomhoz küldik, ahol Harrynek segítenie kell kitakarítania a gyógynövényes melegházat. Neville cserébe elvezeti Harryt a Szükség Szobájába, ahol megkezdődik Dumbledore Seregének megszervezése. Itt számos különféle feladatot kell végrehajtania a játékosnak, hogy újabb tagok csatlakozzanak hozzá. Ekkor Harry egy Mr. Weasleyt megtámadó kígyóról álmodik, ezért később legilimenciát kell tanulnunk Piton professzortól. Harry ezt követően az ünnepeket a rend főhadiszállásán tölti.
A Roxfortba való visszatérés után Harry újabb varázsigéket tanít meg a sereg tagjainak. Az Expecto patronum bűbáj megtanítása csak akkor lehetséges, ha minden diák jelen van. Az illegálisan működő sereg azonban lelepleződik, így Dumbledore elmenekül a Roxfortból, ugyanis ne kíván az Azkabanba menni. Az igazgató távozását követően Umbridge professzort nevezik ki a Roxfort főinspektorává, így senki sem akadályozhatja meg őt abban, hogy valamennyi ellenszegülő diákot büntetőmunkára fogja. A tanulók elkeseredett módszerekkel szabotálni próbálják a főinspektor intézkedéseit, ezekben a játékosnak is segédkeznie kell, például a hangosbemondók megrongálásával.
Harrynek ismét látomása támad, most éppen Sirius Blackről, a keresztapjáról álmodik, akit álmában Voldemort megkínoz. Harry elhatározza, hogy enged az álomnak és kiszabadítja még egyetlen élő családtagját Voldemort karmai közül, ám Harryt és társait tetten érik, miközben épp Londonba próbálnak utazni. Számos viszontagságot követően a csapat végül sikeresen eljut a Mágaiaügyi Minisztériumba és megkezdődik a játék nagy csatája. Először Harry, majd Sirius Black és Dumbledore professzor karakterét irányítva kell a játékosnak megküzdenie a halálfalók és Voldemort ellen. A halálfalók vesztésre állnak, ám Voldemort még egy utolsó kísérletet tesz a Harry tudatába való behatolásra, amelyet a fiú legilimenciával végül megakadályoz. Ezután visszatér a Roxfortba, ahol még néhány kisebb feladatot végezhet el a játék maximális teljesítése érdekében.